# Edward Ashurst Welch
Edward Ashurst Welch, född i augusti 1860, och död i augusti 1932. Psalmförfattare, men framförallt anglikansk präst i England och i Kanada. Rektor under åren 1899-1909 vid The Cathedral Church of St James.

## Psalmer
- Vi lyfter våra hjärtan